# Ołeksandr Pachomow
Ołeksandr Pachomow (ukr. Олександр Пахомов; ur. 18 grudnia 1986 w Charkowie) – ukraiński wioślarz.

## Osiągnięcia
- Mistrzostwa Świata Juniorów – Ateny 2003 – czwórka podwójna – 13. miejsce[1].
- Mistrzostwa Świata Juniorów – Banyoles 2004 – dwójka ze sternikiem – 1. miejsce[1].
- Mistrzostwa Świata U-23 – Amsterdam 2005 –  czwórka podwójna – 3. miejsce[1].
- Mistrzostwa Świata U-23 – Hazewinkel 2006 – czwórka podwójna – 1. miejsce[1].
- Mistrzostwa Świata – Monachium 2007 – dwójka ze sternikiem – 9. miejsce[1].
- Mistrzostwa Europy – Ateny 2008 – ósemka – 8. miejsce[1].